# Ctenus parvoculatus
Ctenus parvoculatus är en spindelart som beskrevs av Benoit 1979. Ctenus parvoculatus ingår i släktet Ctenus och familjen Ctenidae. Inga underarter finns listade i Catalogue of Life.